# Trnávka (okres Dunajská Streda)
Trnávka (maďarsky Csallóköztárnok, do roku 1907 Tárnok) je obec v okrese Dunajská Streda na Slovensku. Leží v centrální části Žitného ostrova, části slovenské Podunajské nížiny.

## Historie
První písemná zmínka o Trnávce pochází z roku 1275, kdy byla uvedena jako Tarnuk; tehdy sídlo daroval Ladislav IV. předkům pozdějšího rodu Olgyay. V roce 1828 zde bylo 39 domů a 289 obyvatel. V roce 1873 byla v obci otevřena první základní škola, tehdy ještě římskokatolická. Do roku 1918 bylo území obce součástí Uherska. Na základě první vídeňské arbitráže bylo v letech 1938 až 1945 součástí Maďarska. V roce 1981 byla základní škola uzavřena; od té doby probíhá výuka v sousedních Rohovcích. Při sčítání lidu v roce 2011 žilo v Trnávce 452 obyvatel, z toho 309 Maďarů a 138 Slováků. Tři obyvatelé uvedli jinou etnickou příslušnost a dva obyvatelé nepodali žádné informace.